# فرانسيسكو ليندور
فرانسيسكو ليندور (مواليد 14 نوفمبر 1993) هو لاعب كرة القاعدة بورتوريكي يلعب في نادي نيويورك ميتس.